# Phlogiellus aper
Phlogiellus aper är en spindelart som först beskrevs av Simon 1891.  Phlogiellus aper ingår i släktet Phlogiellus och familjen fågelspindlar. Inga underarter finns listade i Catalogue of Life.